# Кургани (Острозька міська громада)
Курга́ни — село в Україні, в Рівненському районі Рівненської області. Населення становить 377 осіб.

## Географія
Село розташоване на правому березі річки Горинь.

## Історія
Легенда розповідає, що у Вельбовецькому лісі було село, яке було знищене татарами, разом з людьми. Залишилося тільки дві родини і в одній з них мала дочка, а в других син. Коли татари відійшли у степи, ці дві родини осіли на тому місці, де тепер село Кургани і друге село Могиляни. Про велику битву місцевих людей в кінці 15 століття співано пісні про відважного князя Костянтина Острозького. Від князів Острозьких село перейшло до Яблоновських, а пізніше до поміщика Антропова.
В кінці XIX століття в Курганах було 47 домів і 329 жителів, дерев'яна церква XVIII століття, церковно-приходська школа, колись водяний млин над притокою Горині. За переписом 1911 року був там водяний млин (500000 пудів річної продукції), ґуральня, а до великої земельної власності належало 1302 десятин поміщика Піхно Д.І. Ще на початку 20 століття біля села було понад 20 курганів.
У 1906 році село Сіянецької волості Острозького повіту Волинської губернії. Відстань від повітового міста 7 верст, від волості 11. Дворів 56, мешканців 385.